# Бройдо, Григорий Исаакович
Григорий Исаакович Бройдо (7 ноября 1884, Вильно — 23 мая 1956, Москва) — советский партийный и государственный деятель, первый секретарь ЦК КП(б) Таджикистана (1933—1935).

## Биография
Родился в семье бухгалтера Исаака Лейбовича Бройдо и Эстер-Соры Берковны Бройдо. С 1909 по 1916 годы работал помощником присяжного поверенного в Пишпеке и Ташкенте. Участник Первой мировой войны (1916—1917).
Член РСДРП с 1903 года, меньшевик, с 1918 года большевик. Участник Первой российской революции (1905—1907) и Февральской революции в Ташкенте, был председателем Ташкентского Совета.
В 1917 году — в Петроградском Совете, в 1918 году — в ВСНХ РСФСР, в Управлении ирригационными работами Туркестанской ССР, с 1918 по 1919 год — заведующий Самарской губернской партийной школой, уполномоченный РВС Южной группы войск Восточного фронта, член Реввоенсовета Первой армии Восточного фронта, заведующий Партийным отделом Туркестанской комиссии ВЦИК и СНК РСФСР, в 1919—1920 годах — заведующий Отделом внешних сношений Туркестанской комиссии ВЦИК и СНК РСФСР, руководитель чрезвычайной экспедиции в Хиву, чрезвычайный уполномоченный РСФСР в Хиве и Амударьинском отделе.
В 1921—1923 годах — заместитель народного комиссара по делам национальностей РСФСР.
В это время в соавторстве с А. Г. Брагиным официально озвучил идею создания еврейских земледельческих колоний в Крыму как вариант решения еврейского вопроса в СССР. В дальнейшем занимался разработкой этого проекта в сотрудничестве с руководителем ОЗЕТ Юрием Лариным. Политбюро РКП (б) несколько раз возвращалось к обсуждению проекта Брагина-Бройдо, причём несмотря на всё нараставшую вражду между его членами, поддержку проекту высказало большинство, в том числе злейшие между собой враги Л. Д. Троцкий, Л. Б. Каменев, Г. Е. Зиновьев, Н. И. Бухарин, А. И. Рыков. Активно высказались за проект и председатель Госплана А. Д. Цюрупа, и нарком иностранных дел СССР Г. В. Чичерин. Приветствовал этот проект председатель Центрального Бюро Евсекции (Еврейской секции) РКП (б) С. М. Диманштейн, непосредственный подчинённый Сталина по наркомату по делам национальностей.
Уже в январе 1924 года был поставлен вопрос о создании в северной части Крыма Еврейской Автономной Советской Социалистической Республики и об «автономном еврейском правительстве, федерированном с Россией». Окончательное заседание Политбюро по проекту Брагина-Бройдо состоялось 20 февраля 1924 года. Документ был принят как руководство к действию. Тем же вечером А. Г. Брагин дал интервью Еврейскому телеграфному агентству (ЕТА), в котором заявил о возможности решения еврейского вопроса в СССР. Брагин сказал: «Когда еврейская колонизация достаточно разовьётся, что может быть достигнуто приблизительно в 1927 г., область эта будет объявлена автономной во главе с самостоятельным еврейским управлением».
В 1921 году организатор и первый ректор Коммунистического университета трудящихся Востока. В 1925—1926 годах — заместитель заведующего Отделом печати ЦК РКП(б)-ВКП(б), в 1925—1927 годах — заместитель заведующего отделом печати ЦК РКП(б)-ВКП(б).
В 1927—1930 годы — ректор Саратовского коммунистического университета, заведующий Госиздата, заведующий Агитационно-пропагандистским отделом Нижне-Волжского краевого комитета ВКП(б), секретарь Нижне-Волжского краевого комитета ВКП(б).
В 1933—1934 годах — первый секретарь ЦК КП(б) Таджикистана.
26 января—10 февраля 1934 года делегат XVII съезда ВКП(б).
В 1934—1936 годах работал заместителем народного комиссара просвещения РСФСР, с 1936 по 1938 год — директор Издательства ЦК ВКП(б), с 1938 по 1941 год — заведующий Медицинским издательством.
Кандидат в члены ЦК ВКП(б) (1934—1939).
В августе 1941 года был арестован и исключён из ВКП(б), в 1945 году осуждён к 10 годам лишения свободы. В апреле 1953 года амнистирован, в 1955 году восстановлен в партии.

## Семья
Имел 4-х дочерей и сына, который погиб в 1944 году.

## Список трудов Г.И. Бройдо
- «Национальный и колониальный вопрос». — [Москва] : Московский рабочий, 1924. — 128 с.
- «В атаку против неграмотности и бескультурья» : (Саратовский опыт). — Москва ; Центр. совет о-ва «Долой неграмотность» Ленинград : Госуд. изд-во, 1929 (М. : 1-я Образцовая тип.). — 112 с.
- «Восстание киргиз в 1916 г.» : (Мое показание прокурору Ташкентской судебной палаты, данное 3-го сент. 1916 г.). — Москва : Науч. ассоц. востоковедения при Ц. И.К. С. С.С. Р., 1925. — 28 с.
- «Долой неграмотность», о-во (Москва). Центральный совет. Политчас в школе ликбеза / Под ред. и с предисл. Г.И. Бройдо ; О-во «Долой неграмотность». — Москва ; Ленинград : Гос. изд-во, 1929 (М. : тип. изд-ва «Дер эмес»). — 32 с.; 17х11 см. — (Библиотечка культ-армейца/ О-во «Долой неграмотность»).
- "За овладение техникой". - Саратов : Огиз РСФСР - Н.-Волж. краев. изд-во, 1931 (тип. № 2 Н.-В. крайполиграфтреста). - 38, [2] с.
- «Нижне-Волжский краевой союз культурно-бытовой кооперации» (Саратов). Устав городского культурно-бытового товарищества [Текст] : Проект тов. Бройдо / Н.-Волж. краев. правл. культ.-бытовой кооп-ции. — Саратов : Огиз РСФСР — Н.-Волж. краев. изд-во, 1931 (тип. № 2 Н.-В. крайполиграфтреста). — 23 с.
- «За грамотный завод». С предисл. Л. Сталь. — 2-е изд. — [Москва] : Гос. изд-во, 1930 («Мосполиграф», 13-я тип. «Мысль печатника»). — 31 с.; 17х12 см. — (Общество «Долой неграмотность». Библиотечка культармейца).
- «Первые итоги и задачи культштурма в Калмыцкой области». Саратов : Парт. изд-во. Н.-В. краев. отд-ние, 1932 (тип. № 2 Н.-В. крайполиграфтреста). — Обл., 56 с.
- «Кабардинский фольклор» [Текст] / Общ. ред. Г.И. Бройдо ; Вступ. статья, комментарии и словарь М.Е. Талпа ; Ред. Ю.М. Соколова ; Кабардино-Балкар. науч. -иссл. ин-т нац. культуры. — Москва ; Ленинград : Academia, 1936 (М. : тип. «Кр. пролетарий»). — Переплет, XVI, 650 с.
- «Центральный музей В. И. Ленина». Вып. 7. 1917 [Текст] : Альбом / Общ. ред. тт. Г.И. Бройдо и Н.Н. Рабичева. — Москва : Партиздат, 1937 (ф-ка книги «Кр. пролетарий»). — Футляр, папка, 7 с., 47 отд. л. ил., 101 с. отд. сброшюров. прил. «Текст рукописей и документов» : ил.; 47х36 см. — (20 лет. 1917—1937).